# Rated R (альбом Queens of the Stone Age)
| Оценки критиков | Оценки критиков |
| Источник        | Оценка          |
| --------------- | --------------- |
| Allmusic        | [ 7 ]           |
| Playlouder      | (благоприятный) |
| NME             | [ 9 ]           |
| Stylus          | B−              |
| IGN             | (9.3/10)        |
| The Guardian    | [ 12 ]          |
| Роберт Кристгау | [ 13 ]          |
| Rolling Stone   | [ 14 ]          |
| Pitchfork       | (8.6/10)        |

Rated R (рус. Рейтинг R) — второй студийный альбом американской рок-группы Queens of the Stone Age, выпущенный в июне 2000 года на лейбле Interscope Records.

## Об альбоме
Группа начала работу над альбомом после туров в поддержку их предыдущего альбома Queens of the Stone Age, выпущенного в 1998 году. В целом, альбом содержит многочисленные отсылки к наркотикам и алкоголю, что особенно проявилось в песне «Feel Good Hit of the Summer», которая состоит из повторяющихся строк «Nicotine, valium, vicodin, marijuana, ecstasy and alcohol» в куплете, и «cocaine» в припеве. На обложку альбома был помещён символ MPAA «рейтинг R», с текстом «RESTRICTED TO EVERYONE, EVERYWHERE, ALL THE TIME» (рус. Ограничено всем, везде, всегда). В буклете альбома, в стиле предупреждающих сообщений родителям на видео и DVD, помещены предупреждения для каждой песни: песня «Auto Pilot», например, содержит «алкоголь и лишение сна».
Джош Хомме заявил, что своей любимой песней с альбома считает «I Think I Lost My Headache», которую он описал, как песню о «паранойе… когда ты думаешь, что происходит что-то странное, а все вокруг тебя непреклонно говорят тебе, что всё нормально… а потом ты начинаешь думать: “Разве это не в точности то, что вы сказали бы мне, если не хотели бы, чтобы я знал, что что-то не так?”. Так что эта песня об этом параноидальном умонастроении, которое иногда посещает меня». Размер песни колеблется между стандартным 4/4 и нетрадиционным 15/8.

## Список композиций
Слова и музыка всех песен — написаны Джошем Хомме и Ником Оливери за исключением отмеченных. Весь лид-вокал был выполнен Хомме за исключением отмеченных.
| №   | Название                                                                    | Автор(ы)            | Лид-вокал          | Длительность |
| --- | --------------------------------------------------------------------------- | ------------------- | ------------------ | ------------ |
| 1.  | «Feel Good Hit of the Summer»                                               |                     |                    | 2:43         |
| 2.  | «The Lost Art of Keeping a Secret»                                          |                     |                    | 3:36         |
| 3.  | «Leg of Lamb»                                                               |                     |                    | 2:48         |
| 4.  | «Auto Pilot»                                                                |                     | Оливери            | 4:01         |
| 5.  | «Better Living Through Chemistry»                                           |                     |                    | 5:49         |
| 6.  | «Monsters In the Parasol»                                                   | Хомме, Марио Лалли  |                    | 3:27         |
| 7.  | «Quick and to the Pointless»                                                |                     | Оливери            | 1:42         |
| 8.  | «In the Fade» (включает репризу первой песни «Feel Good Hit of the Summer») | Хомме, Марк Ланеган | Ланеган            | 4:25         |
| 9.  | «Tension Head»                                                              |                     | Оливери            | 2:52         |
| 10. | «Lightning Song»                                                            | Дэйв Кетчинг        | (инструментальная) | 2:07         |
| 11. | «I Think I Lost My Headache»                                                |                     |                    | 8:40         |

| №   | Название                                                                                  | Автор(ы)                                                                | Лид-вокал | Длительность |
| --- | ----------------------------------------------------------------------------------------- | ----------------------------------------------------------------------- | --------- | ------------ |
| 1.  | «Ode to Clarissa»                                                                         |                                                                         | Оливер    | 2:40         |
| 2.  | «You're So Vague» (название песни обыгрывает название хита Карли Саймон «You’re So Vain») |                                                                         |           | 3:40         |
| 3.  | «Never Say Never» (кавер-версия песни Romeo Void)                                         | Бенджамин Босси, Дебора Йяолл, Френк Зинкавейдж, Ларри Картер, Пит Вудс |           | 4:22         |
| 4.  | «Who'll Be the Next In Line» (кавер-версия песни The Kinks)                               | Рэй Девис                                                               |           | 2:29         |
| 5.  | «Born to Hula» (перезаписаная версия)                                                     | Хомме                                                                   |           | 5:53         |
| 6.  | «Monsters In the Parasol» (концертная версия)                                             |                                                                         |           | 3:32         |
| 7.  | «Feel Good Hit of the Summer» (концертная версия)                                         |                                                                         |           | 2:59         |
| 8.  | «Regular John» (концертная версия)                                                        | Хомме, Альфредо Эрнандес                                                |           | 5:12         |
| 9.  | «Avon» (концертная версия)                                                                | Хомме, Эрнандес                                                         |           | 3:23         |
| 10. | «Quick and to the Pointless» (концертная версия)                                          |                                                                         | Оливери   | 2:34         |
| 11. | «Better Living Through Chemistry» (концертная версия)                                     |                                                                         |           | 5:19         |
| 12. | «Ode to Clarissa» (концертная версия)                                                     |                                                                         | Оливери   | 2:52         |
| 13. | «The Lost Art of Keeping a Secret» (концертная версия)                                    |                                                                         |           | 3:33         |
| 14. | «You Can't Quit Me, Baby» (концертная версия)                                             | Хомме, Эрнандес                                                         |           | 10:37        |
| 15. | «Millionaire» (концертная версия)                                                         |                                                                         |           | 4:37         |

| №  | Название                                                    | Автор(ы)                               | Длительность |
| -- | ----------------------------------------------------------- | -------------------------------------- | ------------ |
| 1. | «Feel Good Hit of the Summer»                               |                                        | 2:43         |
| 2. | «Never Say Never» (кавер-версия песни Romeo Void)           | Босси, Йяолл, Зинкавейдж, Картер, Вудс | 4:22         |
| 3. | «You're So Vague»                                           |                                        | 3:40         |
| 4. | «Who'll Be the Next in Line» (кавер-версия песни The Kinks) | Девис                                  | 2:29         |
| 5. | «Feel Good Hit of the Summer» (видео)                       |                                        | 2:43         |

## Участники записи
- Джош Хомме — вокал, гитара, перкуссия («Leg of Lamb», «In the Fade»), ударные («Auto Pilot»), фортепиано («Lightning Song»), бэк-вокал («Auto Pilot»), продюсер, микширование, концепт
- Ник Оливери — бас-гитара, перкуссия («In the Fade»), гитара («Auto Pilot»), вокал («Auto Pilot», «Quick and to the Pointless», «Tension Head»), бэк-вокал («Feel Good Hit of the Summer», «The Lost Art of Keeping a Secret», «Better Living Through Chemistry», «Monsters In the Parasol», «I Think I Lost My Headache»), концепт, арт-концепция
- Дэйв Кэтчинг — электро-фортепиано («Feel Good Hit of the Summer», «The Lost Art of Keeping a Secret», «In the Fade»), фортепиано («Better Living Through Chemistry»), B3 («Auto Pilot»), гитара («Monsters In the Parasol», «Quick and to the Pointless»), 12-струнная гитара («Lightning Song»), слайд-гитара («Feel Good Hit of the Summer», Lightning Song)
- Ник Лусеро — ударные («The Lost Art of Keeping a Secret», «Leg of Lamb», «Better Living Through Chemistry», «In the Fade», «I Think I Lost My Headache»), перкуссия («Leg of Lamb», «Auto Pilot»)
- Йен Траутманн — ударные («Feel Good Hit of the Summer», «Monsters In the Parasol», «Quick and to the Pointless», «Tension Head»)
- Крис Госс — бас-гитара («Auto Pilot»), перкуссия («Feel Good Hit of the Summer »), бэк-вокал («Auto Pilot», «Better Living Through Chemistry», «Monsters In the Parasol»), продюсер, рояль («Feel Good Hit of the Summer»), нойз-фортепиано («The Lost Art of Keeping a Secret»)
- Марк Ланеган — вокал («In the Fade»), бэк-вокал («Leg of Lamb», «Auto Pilot», «I Think I Lost My Headache»)
- Барретт Мартин — перкуссия («Better Living Through Chemistry», «Lightning Song»), стальной барабан («I Think I Lost My Headache»), вибрафон («The Lost Art of Keeping a Secret», «Better Living Through Chemistry»)
- Майк Джонсон — бэк-вокал («Leg of Lamb»)
- Питер Стал — бэк-вокал («The Lost Art of Keeping a Secret»)
- Роб Хэлфорд — бэк-вокал («Feel Good Hit of the Summer»)
- Ник Эльдорадо — бэк-вокал («Feel Good Hit of the Summer», «Quick and to the Pointless»)
- Венди Рэй Фоулер — бэк-вокал («Feel Good Hit of the Summer», «Quick and to the Pointless»)
- Скотт Майо — валторны («I Think I Lost My Headache»), баритон-саксофон («The Lost Art of Keeping a Secret»)
- Фернандо Паллум — валторны («I Think I Lost My Headache»), флюгельгорн («Quick and to the Pointless»)
- Реджи Янг — валторны («I Think I Lost My Headache»)
- Брэдли Кук — звукоинженер
- Мартин  — звукоинженер, секвенирование, монтаж звука
- Трина Шумейкер — звукоинженер, микширование
- Дэн Драфф — гитарный техник
- Марек — шум («In the Fade»), микширование
- Роберт Бруннер — ассистент пре-продакшина
- Франческа Рестрепо — арт-направление

## Позиция в хит-парадах
Альбом
| Год  | Хит-парад             | Позиция |
| ---- | --------------------- | ------- |
| 2000 | Heatseekers           | 16      |
| 2000 | UK Albums Chart       | 50      |
| 2000 | German Album Chart    | 72      |
| 2000 | Norwegian Album Chart | 35      |

Синглы
| Год  | Сингл                            | Хит-парад        | Позиция |
| ---- | -------------------------------- | ---------------- | ------- |
| 2000 | The Lost Art of Keeping a Secret | Mainstream Rock  | 21      |
| 2000 | The Lost Art of Keeping a Secret | Modern Rock      | 36      |
| 2000 | The Lost Art of Keeping a Secret | UK Singles Chart | 31      |
| 2000 | Feel Good Hit of the Summer      | Mainstream Rock  | ?       |
| 2000 | Feel Good Hit of the Summer      | Modern Rock      | ?       |
| 2000 | Feel Good Hit of the Summer      | UK Singles Chart | ?       |